# Svarttjärnen (Lima socken, Dalarna, 675590-136212)
Svarttjärnen är en sjö i Malung-Sälens kommun i Dalarna och ingår i Dalälvens huvudavrinningsområde.